# 三十枚銀幣

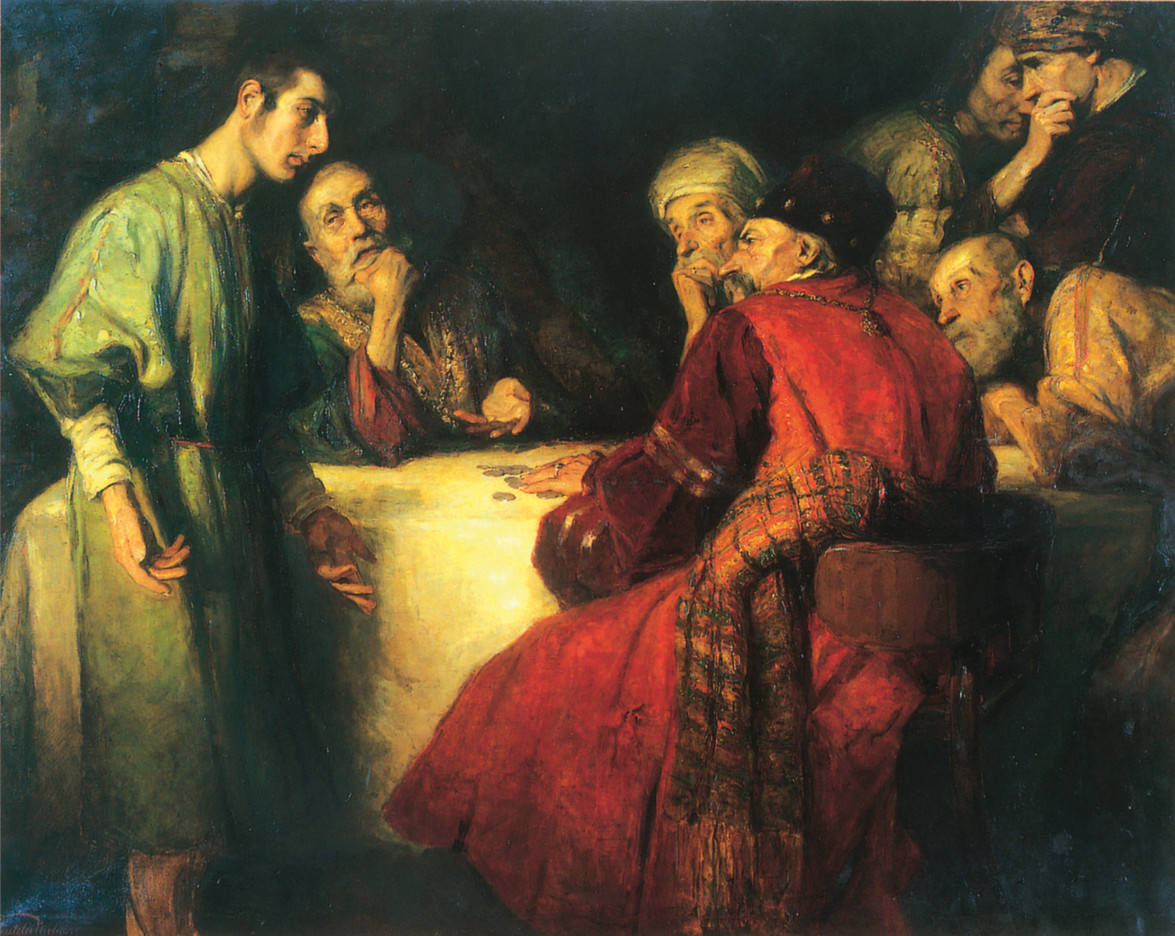
猶大為三十枚銀幣而出賣耶穌的場景，由匈牙利畫家János Pentelei Molnár於1909年繪製。

三十枚銀幣（英語：Thirty pieces of silver）是耶穌的門徒猶大出賣耶穌所得到的報酬，記載於新約聖經馬太福音26章15節。猶大在最後的晚餐前密訪猶太人大祭司，並同意以三十枚銀幣的代價出賣耶穌，但事後猶大後悔不已，要把錢還給大祭司，大祭司沒有接受，後來猶大上吊身亡。
馬太福音認為三十枚銀幣購買窯匠的地一事，應驗先知撒迦利亞所說的基督預言。
三十枚銀幣常出現在藝術作品中，用來描述耶穌受難。三十枚銀幣也常出現在文學作品，以及西方的日常用語中，以表達「出賣」的行為- 為個人利益，而把信任、友誼或是對人的忠誠棄之不顧的行為。
神秘學上來說，這三十枚銀幣又稱之為「背叛銀幣」，每一枚銀幣都等價三十分之一的聖子，在神秘學亦佔據重要地位。

## 聖經敘述
根據馬太福音的敘述，猶大是耶稣的十二門徒之一。他在最後的晚餐之前去找猶太人大祭司，約定交付耶穌（參見猶大出賣耶穌之約），大祭司給他三十枚銀幣作為報酬。之後猶大在客西马尼园用親吻問安方式指出哪個才是耶穌，耶穌因此遭到猶太公會逮捕，
根據馬太福音27章所述，猶大事後非常後悔，將錢還給大祭司，然後上吊自殺。大祭司認為這三十枚銀幣是血腥钱，不能放在圣殿內，因此用這筆錢買下窯匠的土地，後被稱為亚革大马（Akeldama，“血之田”之意）。。
在使徒行传1:17-20有另一段關於猶大之死的記載。這段文字記錄彼得所說的話：「這人用作惡的工價買了一塊田，以後身子仆倒，肚腹崩裂，腸子流出。」但路加福音（一般認為路加福音和使徒行傳的作者為同一人）在22章3-6節提到猶大、大祭司和守殿官約定出賣耶穌的報酬，但未顯示金額，也不像馬太福音所述在事前就把錢交給猶大。。

## 銀幣的種類

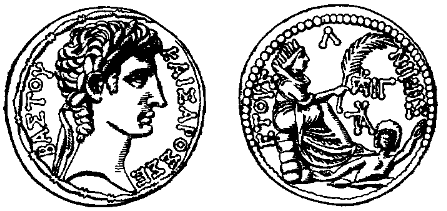
安条克的斯塔特（Stater）可能是三十枚銀幣中所提及的硬幣。

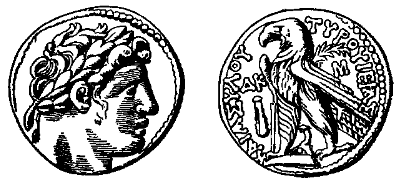
推罗舍客勒（Tyrian shekel）是另外一種可能的銀幣。

馬太福音26:15中的用字（ἀργύρια, argyria）意思就是「銀幣」，但學者對於當時所用的銀幣種類並沒共識。聖經學者唐納德·懷斯曼提出二種可能，一種可能是泰尔的四德拉克馬，一般稱為推罗舍客勒（14克，其中含銀成分達94%）或是安条克的斯塔特（15克，含銀量75%），上面均鑄有羅馬帝國首任皇帝奥古斯都的頭像。其他的可能包括有托勒密王國的四德拉克馬（13.5 ± 1g ，含銀量25%）。一金衡盎司重量是31.1035克，若用2021年28美元/金衡盎司的價格計算，「三十枚銀幣」約當91至441美元。
| 種類               | 含銀量 | 重量 (克) | 純銀重量 (克) | 三十枚銀幣純銀重量（金衡盎司） | 2021年銀價（美金元） |
| ------------------ | ------ | --------- | ------------- | ------------------------------ | -------------------- |
| 推罗舍客勒         | 94%    | 14        | 13.16         | 12.69                          | 355.32               |
| 安条克斯塔特       | 75%    | 15        | 11.25         | 10.85                          | 303.80               |
| 托勒密的四德拉克馬 | 25%    | 13.5      | 3.375         | 3.26                           | 91.28                |
| 雅典的四德拉馬     | 95%    | 17.2      | 16.34         | 15.76                          | 441.28               |

推罗舍客勒的重量等於四個雅典的德拉克马，約14 克，比早期使用的11 克以色列舍客勒為重，不過在宗教稅捐上視為等效。因為羅馬帝國的銀幣中只有80%的含銀量，作為羅馬帝國一部份的耶路撒冷的聖殿稅要求要用含銀量較高（94%以上）的推罗舍客勒來繳納，在新約聖經福音書（馬太福音21:12或是其他平行經文）中提起兌換銀錢的人，他們的生意就是把一般的羅馬貨幣兌換為推罗舍客勒。。
在亚历山大大帝（他當時推行使用科林斯斯塔特硬幣）之前，希臘世界最常使用的硬幣就是在西元前五世紀雅典的四德拉克馬硬幣。其正面鑄有戴頭盔的雅典娜半身像，反面所鑄的是貓頭鷹。在日常使用上稱為 glaukes（貓頭鷹）。當時四德拉克馬是在各個希臘的鑄幣廠鑄造，各鑄幣廠的重量標準不同。最常使用的標準是雅典重量或安条克重量，重量約超過4.3 克。一德拉克馬約是熟練勞工一天的工資。因此三十個四德拉克馬銀幣，約等於他們四個月的工資。
中古時期有一些宗教組織將古希臘罗得岛的硬幣當作三十枚銀幣的樣本。硬幣的正面是太陽神赫利俄斯的頭像，頭上方有向外放射的光芒。他們將這些光芒解釋為代表耶穌的荆棘王冠。
未列入聖經的文字作品“Narrative of Joseph of Arimathea”中，所記載的猶大報酬為三十枚金幣，而非銀幣。

## 神學解釋
在《撒迦利亞書》11:12-13中，三十枚銀幣是撒迦利亞付出勞力的報酬。他拿起銀幣而後“丟給窯戶”。荷蘭新加爾文主義神學家克拉斯·席海爾指出，撒迦利亞所收的錢顯示是他所值，但也是一種表達蔑視的方式。在《出埃及記》21:32，三十枚銀幣是購買一個奴隸的價格，所以雖然撒迦利亞書中稱這個數額為“美好的價值”（撒迦利亞書11:13），但可能是種諷刺的說法。而穆爾神學院資深研究員巴里·韋伯將其視為“一筆可觀的金錢。”
席海爾提起這三十枚銀幣“受到預言聖靈來回的談論。”當大祭司決定用退還的錢買塊地時，馬太說這應驗 “先知耶利米所說的”。意味“他們遵照上帝的指示拿了三十枚銀幣，就是以色列人（猶太人）給這個人的定價，來買下窯匠的田地”（《馬太福音》27:9-10 )。但許多學者認為其中列有耶利米的名字存有錯誤，在《耶利米書》32 中提起耶利米購買一塊田地可能表明馬太心中同時想到耶利米以及撒迦利亞兩位先知。美國新約聖經學者克雷格·布隆伯格爭辯說，馬太在他的引文中使用的是預表，而非“任何真實預言的單一或雙重應驗。”根據布隆伯格的說法，馬太在告訴讀者，“耶穌就像耶利米和撒迦利亞一樣，曾以先知和牧靈的身份試圖引領他的子民，但最終是無辜地落在他們手中受難。美國新約聖經學者和聖經評論家威廉·亨德里克森認為《馬太福音》27:9中指的是耶利米，而非有人認為的撒迦利亞。
布隆伯格還認為馬太也可能在表達“耶穌的死是種救贖，是為奴隸獲取自由而付出的代價”，並且用血腥錢購買窯匠之地作為墓地（《馬太福音》27:7），可能暗示“耶穌的犧牲讓世界所有的人，包括非猶太人都得到救贖。”
在1877年出版的《聖經讀者手冊》（The Handy Book for Bible Readers）中指出
有Argurion, argenteus, denarius三個字出現在兩段經文中 - (A) 為“三十枚銀幣”而背叛我們的主（耶穌）的記述（《馬太福音》25:15；27:3 , 5, 6, 9)。這些銀幣通常被認為是第納里烏斯硬幣，但缺乏足夠的根據以支持。在《撒迦利亞書11:12-13》 中的平行段落則被翻譯為“三十 [枚] 銀幣”；但無疑應讀作“三十枚舍客勒（shekel）銀幣”，而可看出“三十枚舍客勒銀幣”是在僕人意外被殺的情況下要付出的血債（《出埃及記》21:32。因此，這段經文可解釋為“三十枚舍客勒銀幣”，但並非現在的舍客勒，而是希臘化時代的敘利亞和腓尼基城市所採用的阿提克重量標準的四德拉克馬銀幣。這類四德拉馬克銀幣在我們主在世時代很常見，斯塔特（stater）即為其中一例。
一些人認為上述是蘇格拉底和耶穌兩者間的眾多相似處中的一種。正如柏拉圖在其著作《對話錄》中的一篇《蘇格拉底的申辯》中所寫的，當蘇格拉底被以腐化青年, 不信仰眾神的罪名而遭逮捕及審判時，他的控訴者阿尼圖斯（Anytus）、邁雷圖斯（Meletus）和萊康（Lycon）建議處以死刑，而蘇格拉底的盟友克力同、克力同布洛斯（Critobulus）和阿波羅多拉斯則建議他只需繳納三十枚米納的罰款。

## 藝術中文物及描述

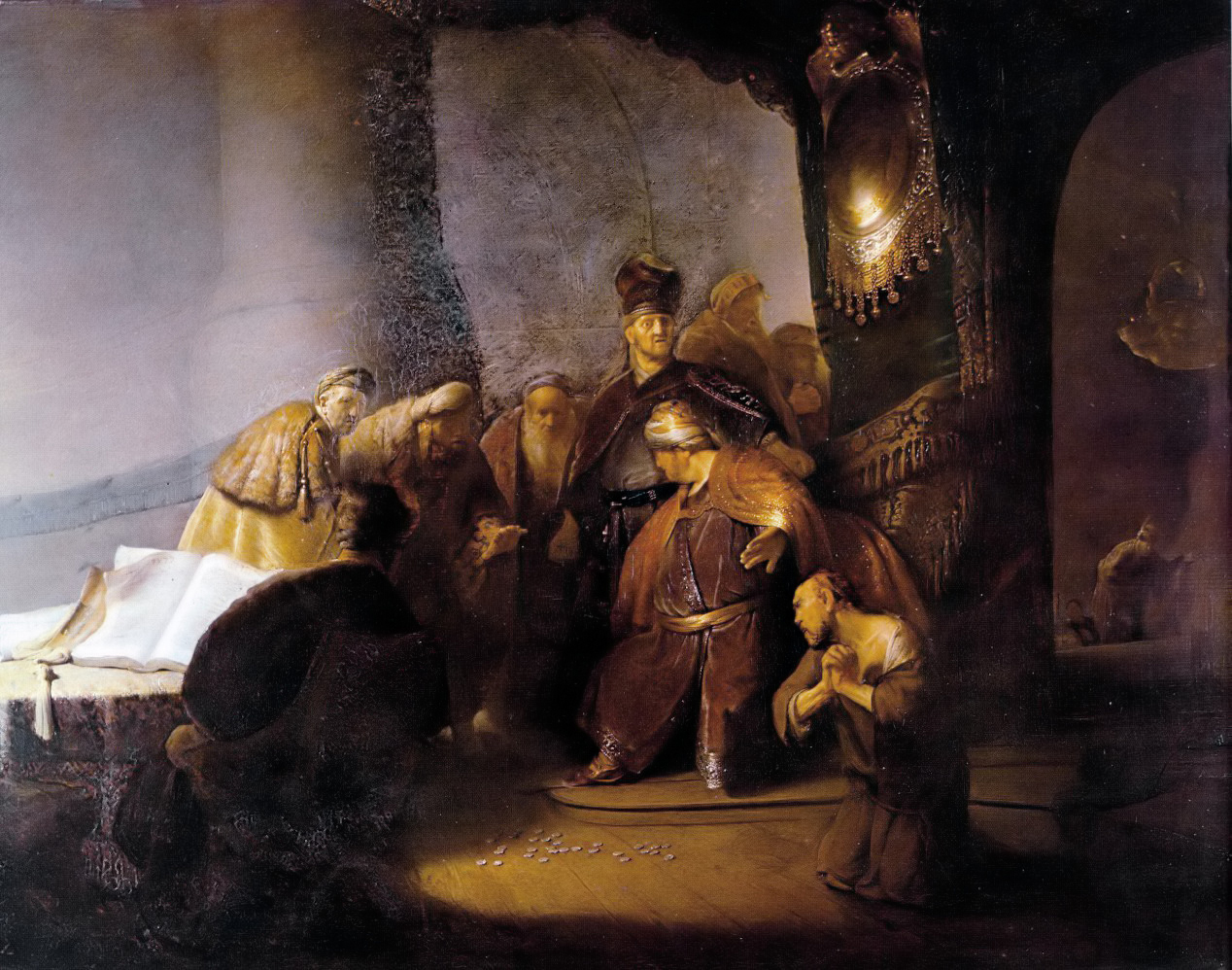
伦勃朗1629年油畫作品 - 猶大把三十枚銀幣返還給猶太大祭司。

猶大經常出現在《耶穌受難記》中的敘事場景中，把銀幣置入袋子或錢包之內，作為彰顯此人屬性的方式。三十枚銀幣作為一種“耶穌的武器”（或稱耶穌受難道具“Instruments of the Passion”），經常連同一群其他的道具同時展示，尤其是在中世紀晚期，但與其他展示用的元素相比，銀幣用到的機會較少。有時會用錢袋，或是拿著銀幣的一隻手，或是兩隻手，來象徵出賣的行為。

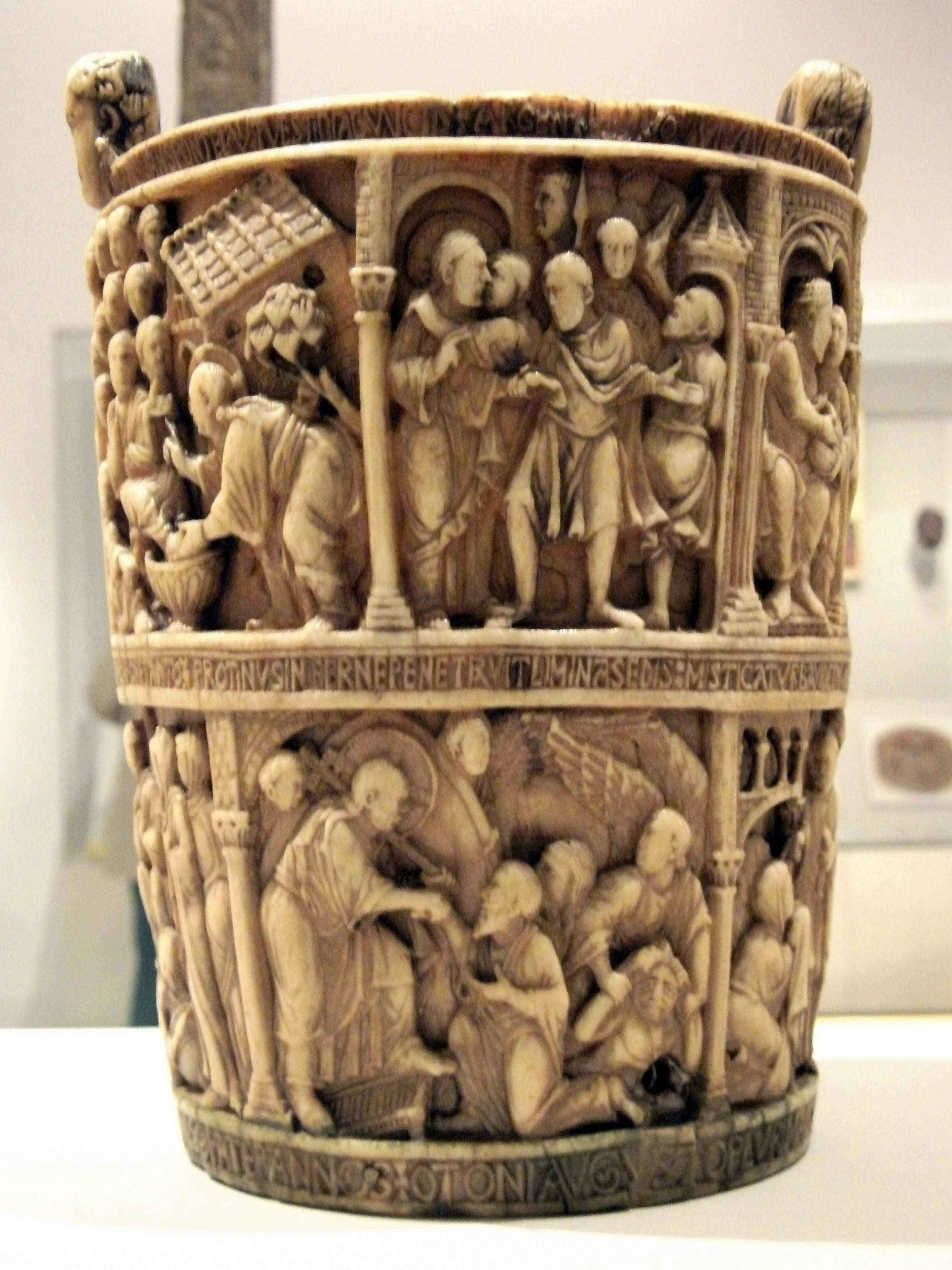
雕有三十枚銀幣故事的象牙製巴斯魯斯基聖水容器（公元920年），由英國維多利亞和艾伯特博物館收藏。

有些名為“猶大便士”的古老硬幣，據說是來自當初的三十枚銀幣，在中世紀被當作聖髑看待，在婦女分娩困難時有提供幫助的功能。這類銀幣在所有聖髑中只佔很微小的部分，根據聖經上對於金錢、遺物及藝術中的描繪，很難解釋為何這類硬幣能留存下來，這些硬幣都出現在14世紀，比更為重要的荊棘王冠或聖矛出現的時間都要晚。這是種新的表達信仰虔誠的方式，特別是由方濟各會領導，以促進信徒對耶穌受難過程一幕一幕的深思，如同進行苦路的宗教活動一樣。據說銀幣被挖掘出來的地方是在羅馬的拉特朗宮。
有枚收藏在愛爾蘭利默里克市漢特博物館的敘拉古古希臘錢幣，據稱是當年那三十枚銀幣之一：在安放這枚銀幣的座上刻有拉丁語：（義為“這是血腥錢”）。

## 文學參考

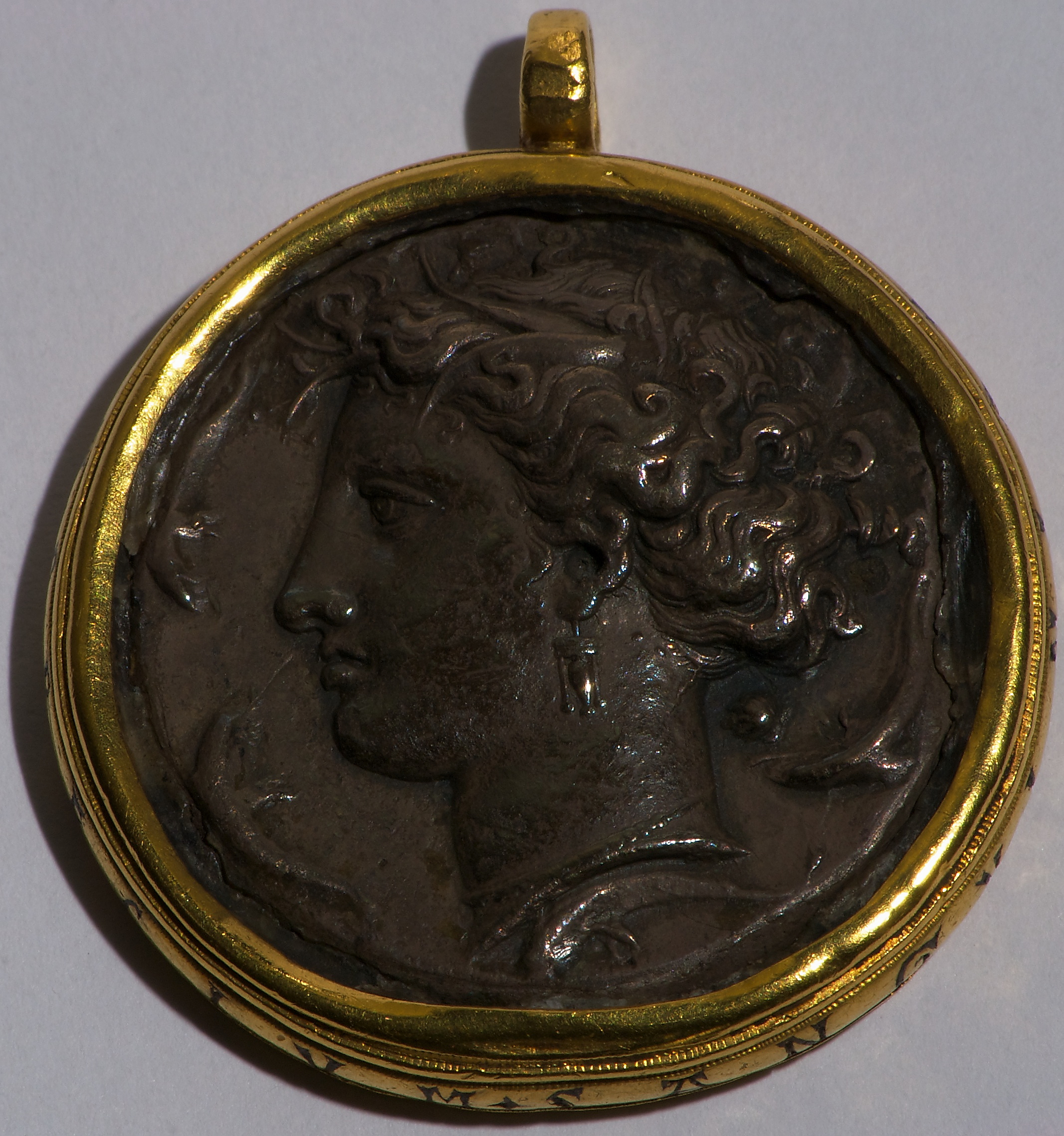
漢特博物館收藏品中有枚號稱是當年三十枚銀幣中的一枚。

三十枚銀幣的故事在基督教文學中用來描述對耶穌的背叛，如威廉·布萊恩的詩作 - 《三十枚銀幣（Thirty Pieces of Silver）》
及阿根廷詩人豪爾赫·路易斯·博爾赫斯的詩作《馬太福音XXVII: 9》均有提及。
“三十枚銀幣”的名詞被普遍用來描述人們“出賣”的行為。在陀思妥耶夫斯基的小說作品《罪與罰》中，角色之一索尼婭（Sonia）以出售自己而獲得30盧布的報酬相呼應。在英國民歌《約翰王與主教》中，主教對國王謎語的答案是29枚銀幣，因為沒有國王比耶穌有更高的價值。莎士比亞的戲劇《亨利四世第2部》，福斯塔夫的情婦問道：“你沒有吻我，讓我給你拿三十先令嗎？” 作家及犯罪學家田納森·傑西所撰寫的故事《寶庫》，重現現代的三十枚銀幣現象，和它們如何驅使男人以各種形式，包括謀殺、誤殺、兇殺、安樂死和自殺而達到謀財害命的目的。

## 現代用法
三十枚銀幣是帶有宗教色彩，被廣泛用於影射與背叛有關的一種侮辱方式。在宗教改革期間，各種基督教教派會引用這個名詞來詆毀其他教派。發生在19世紀末的德雷福斯事件，猶太裔法國軍官阿弗列·屈里弗斯被指控向德國出售軍事機密時，“三十枚銀幣”這個名詞伴隨著當時瀰漫的反猶太情緒而造成對阿弗列·屈里弗斯的審判以叛國罪名定罪。
現代在歐美，會將「三十枚銀幣」用來譴責政治家或是藝術家出賣自身的原則或是理想，「三十枚銀幣」也用在文學中，代表「背叛」。例如在1975年澳大利亚宪政危机發生過後，許多住在总督约翰·克尔出生地的居民送給他三十枚銀幣，許多人認為约翰·克尔需為這次宪政危机負責。另外一次提到「三十枚銀幣」是在2009年联合国气候变化大会中，圖瓦盧的發言人批評哥本哈根协议說：「看起來像是我們為了三十枚銀幣而背叛我們的人民以及未來……我們的未來不能這樣被收買。」。
2021年，在第二次川普總統彈劾案中，有十名共和黨眾議員支持此弹劾案，福音派牧師葛福臨譴責他們，認為美國眾議院議長南希·佩洛西給予他們「三十枚銀幣」的好處。
2022年，一隻影片在網路上出現，顯示烏克蘭邊防衛隊員受命拿三十枚銀幣給即將離任的白俄羅斯大使，原因是白俄羅斯與俄羅斯同謀，允許俄羅斯的軍隊通過烏克蘭-白俄羅斯邊境對烏克蘭發動攻擊。